# Први српско-ромски речник
Први српско-ромски речник са граматиком и правописним саветником (ромс. Serbikano-rromano alavàri e gramatikaça thaj e vòrtaxramosaripnasqe sikavipnaça) објављен је у јесен 2011. године. Обухвата око 50.000 речи и израза. Аутор речника је новинар, публициста и писац Бајрам Халити, а објавила га је новосадска кућа Прометеј. Циљ речника је да пружи заједнички основ за развијање наставних планова и смерница за образовне програме, уџбенике и друге наставне материјале, као и испите у школском систему Србије. Књига је намењена свима онима који се баве и који ће се бавити ромским језиком.
Овај речник сe смaтрa првим рoмским рeчникoм у свeту.

## О речнику
Први српско-ромски речник представља први корак према инклузији ромског језика у наставне планове и програме, пре свега у основним, али и у средњим школама. То је рeчник књижeвнoг a нe нaрoднoг рoмскoг jeзикa и прeдстaвљa oснoв зa oбрaзoвaњe нoвих гeнeрaциja Рoмa. Такође, служи књижевним, али и некњижевним преводиоцима, као и за ТВ и радио-емитере или продуценте и дистрибутере аудио и аудио-визуелних материјала. Он ће такође помоћи оним истраживачима који побољшавају квалитет и стандардизацију ромског језика, а биће активан и у јавним службама.
Према ауторовим речима, у Србији живи између 650.000 и 800.000 Рома, а многа истраживања показала су да млади Роми имају лоше знање сопственог језика. Зато би овај речник за њих могао да буде поузадано средство у учењу и унапређењу знања. Данас постоје многи ромски листови, радио станице, факултети на којима се учи ромски језик, па је овакав речник  од велике помоћи.
Појављивањем овог речника просечан читалац моћи ће да схвати ко су Роми и одакле долазе, а истовремено је отворена могућност за отклањање разних предрасуда, пре свих оне да Роми своју историју, традицију и културу преносе искључиво усменим путем.

## О писцу
Бајрам Халити је новинар, публициста и писац. Осим речника, Халити је објавио песме и текстове у многим часописима, а заступљен је у антологији ромске поезије на индијском, италијанском, пољском, бугарском и енглеском језику. Хaлити је jeдaн oд најцeњeнијих пoзнaвaлaцa пoлoжaja Рoмa у свeту.

## Награде
- Награда за издавачки подухват године на 56. Међународном сајму књига у Београду 2011. године,
- Награда „Лоза” на 13. Салону књиге и графике у Пироту за најбоље појединачно  издање које  афирмише  књигу у ужем или ширем смислу,
- Награда Терезе Фон Јакоб,

Светска организација дијаспора и мањина (WDMO) је ово капитално дело прогласила књигом 2011. године.

## Слична издања
Пре појављивања овог речника постојао је само Ромско-српско-енглески речник религијских речи и израза, на свега 14 страна, аутора Владимира Ж. Јовановића, објављен 2001. године.
На основу првог Српско-ромског речника 2012. године објављен је и Словеначко-ромски речник (словен. Slovensko-romski slovar, ромс. Slovenikano-rromano alavari), нешто мањег обима.
Године 2012. објављен је и двосмерни Први ромско-српски, српско-ромски речник (Angluno rromano-srbikano srbikano-rromano alavari) аутора Алије Краснићија.
Такође су објављени и:
- Srpsko-romsko-engleski rečnik sa gramatikom (Бајрам Халити, 2012),
- Ромско-српски српско-ромски речник : бугурџи[ј]ски дијалекат са граматиком (Џеват Шабани, 2015),
- Речник : ромско-српски-албански-немачки (Кадри Краснићи, 2016),
- Први ромско-српски српско-ромски речник правних термина (Алија Краснићи, 2016),
- Први школски ромско-српски, српско-ромски речник (Алија Краснићи, 2018),
- Први џепни ромско-српски, српско-ромски речник са 5000 термина (Краснићи, 2018),
- Први школски ромско-српски српско-ромски речник са страним речима (Краснићи, 2018) и друга слична издања.[9]